# Genève-Servette Hockey Club
O Genève-Servette Hockey Club (GSHC) é um clube de hóquei no gelo na cidade de Genebra na Suíça. Evolui n a Liga Nacional A e treina-se no Centro desportivo des Vernets, em Les Vernets.
Criado em 1905 a partir de uma secção de hóquei do Servette FC, participa á formação da Liga Suíça do Hóquei no Gelo (LSHG) em 1908, e em 1963 toma o actual nome de Genève-Servette Hockey Club (GSHC).

## Palmarès
- Nove títulos de vice-campeão do "Campeonato da Suíça", 2 como Servette HC e 7 como GSHC

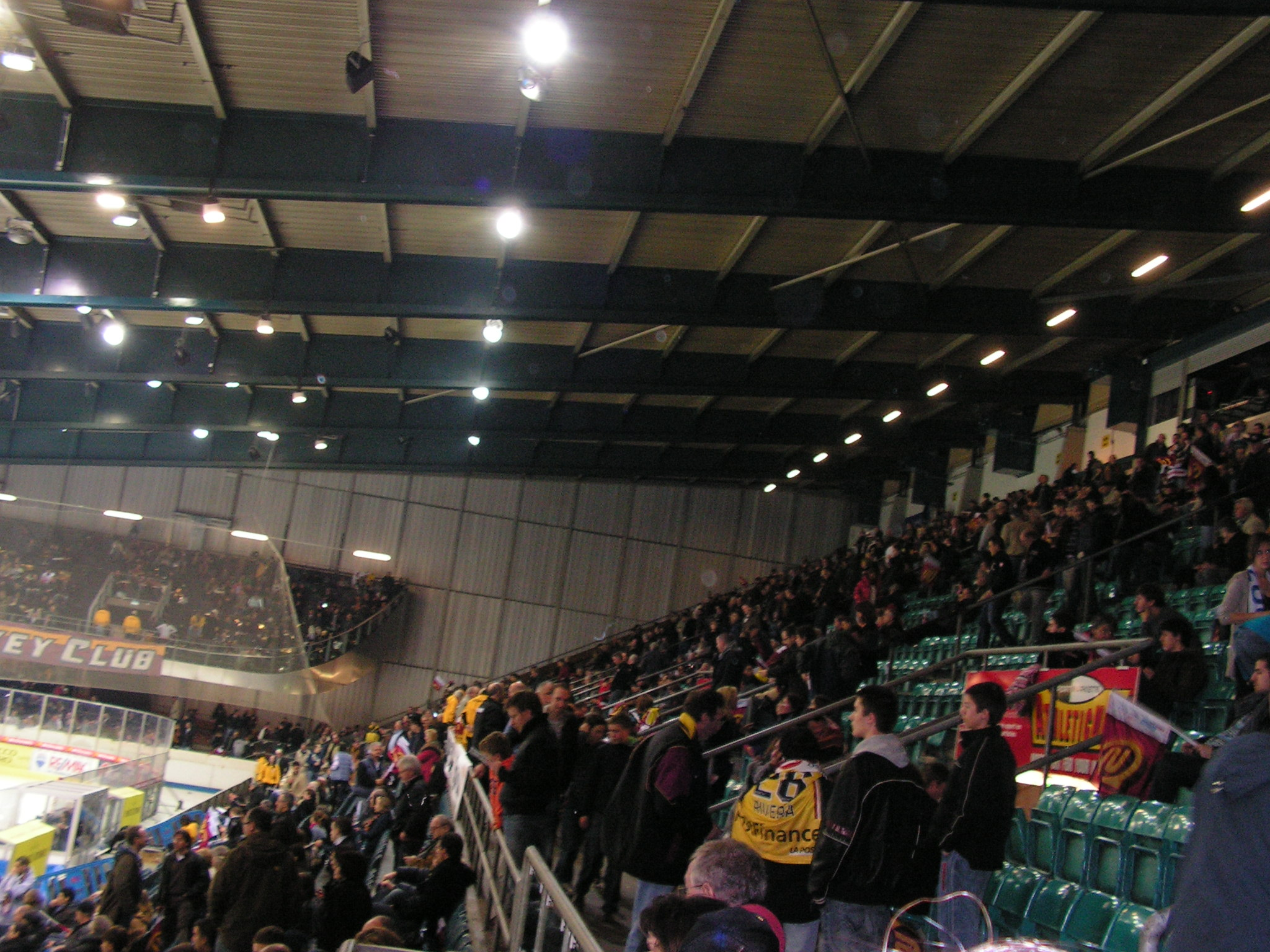
Tribuna principal

- 2 vitórias na "Taça da Suíça"
- 1 vitória GSHC

## Mascote
Sherkan, é o nome da mascote do clube, uma águia-de-cabeça-branca que vive normalmente num parque de águias, e que "representa" o clube desde que ele subiu á Liga Nacional A em 2002. Todos as noites de competição é solto para encorajar os "Grenás" (em francês:  Grenats), e amestrado dá duas voltas em volta do rinque de patinagem antes de se pousar no círculo central.